# Односи Србије и Нигерије
Односи Србије и Нигерије су инострани односи Републике Србије и Савезне Републике Нигерије.

## Билатерални односи
Дипломатски односи са Нигеријом су успостављени 1960. године.

### Економски односи:
- У 2020. години извоз Србије је био 5.820.000 УСД, а увоз 1.550.000 УСД.
- У 2019. извоз из наше земље износио је 9,72 милиона долара, а увоз 657.000 долара.
- У 2018. години извоз из РС вредео је 7.198.000 УСД, а увоз 547.000 УСД.[2][3]

У Нигерији су активне српске фирме Енергонигерија, Аријус и Влатаком. У нигеријском граду Лагосу 2008. године формирана је и Нигеријско-српска трговинска комора.

### Дипломатски представници

#### У Београду
- Харолд Аугустус Коко, амбасадор, 2012—
- Мохамед Б. Ахмед, амбасадор
- Емануел Фовора, амбасадор, 1986—
- Џејмс Сокоја, амбасадор
- Едвард Енахоро, амбасадор
- Соџи Вилијамс, амбасадор

#### У Лагосу и Абуџи
Амбасада Републике Србије у Абуџи (Нигерија) радно покрива Гану.
- Југослав Вукадиновић,отправник послова,2023 -
- Ђура Ликар, амбасадор, 2018—2023
- Јован Марић, амбасадор,2014—2016.
- Рифат Рондић, амбасадор,2009—2013.
- Драган Мраовић, отправник послова, —2004. а потом и амбасадор, 2004—2009.
- Илија Јанковић, амбасадор, 1990—1995.
- Влатко Ћосић, амбасадор, 1986—1990.
- Рамадан Мармулаку, амбасадор, 1982—1986.
- Миран Мејак, амбасадор, 1979—1982.
- Данило Билановић, амбасадор, 1975—1979.
- Александар Божовић, амбасадор, 1970—1974.
- Бранко Карапанџа, амбасадор, 1965—1970.